# Kristen Holden-Ried
Kris Holden-Ried (aussi connu sous le nom de Kristen Holden-Ried) est un acteur canadien né le 1er août 1973 à Pickering (Ontario), au Canada.

## Biographie
Kristen Holden-Ried a étudié à la Concordia University School of Business de Montréal. Il fut sportif de haut niveau en équitation et en escrime lorsqu'il était plus jeune et faisait partie de l'équipe nationale de pentathlon moderne du Canada, au sein de laquelle il a gagné une médaille d'argent lors des championnats Pan American et Pan Pacific de pentathlon.
Ayant décidé de se consacrer au métier d'acteur, il obtient en 1995, lors de sa première audition, le rôle l'Ivanhoé dans Young Ivanhoe, en grande partie grâce à ses talents de cavalier et d'escrimeur.
Il a tourné depuis dans plusieurs films dont la grande majorité est inconnue en France et dans le monde francophone.
En 2007, il décroche le rôle de William Compton dans la première saison de la série Les Tudors aux côtés de Jonathan Rhys-Meyers et Sam Neill notamment.
Il a un tatouage dans le dos qu'il a dessiné lui-même à 21 ans ; il est écrit en anglais mais la calligraphie ressemble à du sanskrit.

## Filmographie

### Cinéma
- 1996 : Rowing Through : Kurt Cruise
- 1997 : La Nuit des Démons 3 (Demon House) : Vince
- 1997 : Habitat : Daryl
- 1998 : Going to Kansas City : Charlie Bruckner
- 2000 : Fausses Rumeurs (Gossip) : Bruce
- 2000 : Girls Who Says Yes (court-métrage) : Matt
- 2001 : Chasing Cain : Troy
- 2002 : K-19 : Le Piège des profondeurs (K-19: The Widowmaker) : Anton
- 2004 : Un soupçon de rose (Touch of Pink) : Giles
- 2005 : Niagara Motel : R.J.
- 2005 : My Uncle Navy and Other Inherited Disorders (Court-métrage) : Oncle Navy
- 2005 : Big Girl (Court-métrage) : Gerry
- 2006 : A Stone's Throw : Jack Walker
- 2007 : Emotional Arithmetic : Jakob jeune
- 2007 : A Broken Life : Mikhaïl
- 2008 : Never Forget : Andy
- 2009 : The Last New Year : Eric
- 2009 : The Death of Alice Blue : Stephen
- 2010 : The Untitled Work of Paul Shepard : Paul Shepard
- 2011 : Textuality : Colin
- 2012 : Underworld: Nouvelle ère (Underworld: Awakening) : Quint
- 2013 : Sex After Kids : Gage
- 2013 : Three Days in Havana : Gordie
- 2013 : Hunting Season : Jason
- 2013 : The Returned : Alex
- 2014 : Saul: The Journey of Damascus : Jordan

### Télévision
- 1995 : Young Ivanhoe (en) (téléfilm) : Ivanhoé
- 1997 : Innocence perdue (When Innocence Lost) (téléfilm) : Kevin
- 1997 : Riverdale (1997 TV series) (en) (série télévisée) : Shawn Ritchie
- 1998 : The Defenders: Taking the First (téléfilm) : McCann
- 1999 : Destins croisés (Twice in a Lifetime) (série télévisée) : Ken Stryker jeune
- 2000 : The Crossing (téléfilm) : cap. Heineman
- 2000 : Hendrix (en) (téléfilm) : Noel Redding
- 2000 : The Secret Adventures of Jules Verne (série télévisée) : George Custer
- 2001-2004 : Degrassi : La Nouvelle Génération (Degrassi: The Next Generation) (série télévisée) : Tracker Cameron
- 2001-2004 : Bienvenue à Paradise Falls (Paradise Falls) (série télévisée) : Simon
- 2002 : The Many Trials Of One Jane Doe (téléfilm) : Harold Beckwith
- 2002 : A Killer Spring (téléfilm) : Karl Hrynluk
- 2002 : Blue Murder (série télévisée) : Simon Alcorn
- 2003 : La Prison de glace (Ice Bound) (téléfilm) : Lunar
- 2003 : Street Time (it) (série télévisée) : Dwayne
- 2003 : Starhunter (en) (série télévisée) : Ritson
- 2004 : 72 Hours: True Crime (série télévisée) : Frankie
- 2005 : Waking Up Wally: The Walter Gretzky Story (téléfilm) : Wayne Gretzky
- 2007 : Les Tudors (série télévisée) : William Compton (en)
- 2008 : Girl's Best Friend (Téléfilm) : Jake
- 2008 : M.V.P. (série télévisée) : Aleksei Protopopov
- 2008 : Elle court, elle court... la rumeur (The One That Got Away) (téléfilm) : Scott Lawton
- 2009 : Diamonds (téléfilm) : Denver Beeston
- 2009 : Les Enquêtes de Murdoch (Murdoch Mysteries) (série télévisée) : Kaspar Boomgarts
- 2009 : Indices cachés (Hidden Crimes) (Téléfilm) : David Lester
- 2009 : Deadliest Sea (Téléfilm) : Bear
- 2009 : La Fille du Père Noël 2 : Panique à Polaris (Santa Baby 2: Christmas Maybe) (Téléfilm) : Colin Nottingham
- 2010 : Ben-Hur (série télévisée) : Gaius
- 2010 : The Bridge (série télévisée) : Mike Bodanski
- 2010-2015 : Lost Girl (série télévisée) : Dyson
- 2011 : Republic of Doyle (série télévisée) : Joe
- 2011-2014 : The Listener (série télévisée) : Adam Reynolds
- 2013-2014 : Captain Canuck (série télévisée) : capitaine Canuck (voix)
- 2016 : Dark Matter : Inspecteur de l'Autorité Galactique Kierken
- 2017 : Arrow (série télévisée) : Nylander
- 2017 : Vikings (série télévisée) : Eyvind (saison 5)
- 2020 : The Umbrella Academy : Axel (saison 2)
- 2019–2023 : Departure (série télévisée) : Dom